# Guikje Roethof
Guikje Dorothea Rutten meergenaamd Roethof (Den Haag, 3 december 1956) is een Nederlands journaliste en actrice die tussen 1994 en 1998 lid was van de Tweede Kamer voor D66. Zij is de dochter van voormalig PvdA-Kamerlid Hein Roethof.
Guikje Roethof volgde vanaf 1974 een opleiding aan de Theaterschool Amsterdam en werkte van 1976 tot 1984 als actrice en zangeres. Ze trad op op diverse podia, en speelde in enkele films. Vanaf 1984 werkte ze als kunstredacteur bij de Haagse Post. Vanaf 1988 was zij daarnaast actief als redacteur en presentatrice van Spijkers met koppen bij de VARA. Van 1989 tot 1993 werkte ze als politiek redacteur voor de Groene Amsterdammer en vanaf 1993 bij HP De Tijd. Daar werd ze ontslagen vanwege bezuinigingen. In verband met haar kandidatuur voor de Tweede Kamer had zij eerder overplaatsing aangevraagd en gekregen van de politieke redactie naar de redactie kunst en cultuur. In 1993 en 1994 presenteerde zij een wekelijks radioprogramma van de VPRO op Radio 2 genaamd Geblaf in het hondsdal.
Als Kamerlid hield ze zich bezig met Ontwikkelingssamenwerking, mensenrechten, telecommunicatie en nieuwe media. In 1998 stond ze op een onverkiesbare plaats op de lijst van D66. Tussen 1999 en 2001 heeft zij als internetondernemer in Parijs gewerkt aan het opzetten van een Europese krant op internet, PREZZ.COM. Vanaf 2001 presenteerde ze een gezondheidsprogramma bij de AVRO en in 2002 was zij de enige vrouwelijke anchor van RTL Z. Daarna was ze, tot 2009, hoofdredacteur van het tijdschrift PM, voorheen P.M. denHaag, een blad voor professionals in de publieke sector.
Van 1 augustus 2009 tot 1 augustus 2010 was ze ombudsman bij de NOS als opvolgster van Ton van Brussel. Vanaf 1 mei 2011 is ze algemeen secretaris van de Amsterdamse Kunstraad.
Roethof publiceerde in 1994 de roman Drenkelingen over de wisselwerking tussen pers en politiek. In januari 2018 verscheen Gordon Bennett! van haar hand. Deze biografie van James Gordon Bennett jr. geeft inzicht in de Gilded Age in Amerika en La Belle Époque aan de Franse Côte d’Azur. Het boek gaat over de beginjaren van de massacommunicatie. Sinds januari 2018 is Roethof naast haar werk bij de kunstraad voorzitter van de Stichting Raad voor de Journalistiek.
- Bibliothèque nationale de France: cb125532598 (data)
- International Standard Name Identifier: 0000 0000 0019 0845
- Nederlandse Thesaurus van Auteursnamen: 09370822X
- Parlement.com: vg09lllmylu0
- Virtual International Authority File: 9962482
- WorldCat: E39PBJkHv3DKbpdvQj943xtR8C